# Đường dòng

Trong cơ học chất lưu, đường dòng của một dòng chất lưu là các đường cong sao cho mỗi phần tử chất lưu nằm trên đường dòng nào đều có vec tơ lưu tốc tức thời có phương tiếp tuyến với đường dòng đó.
Đường dòng cũng biểu thị quỹ đạo của phần tử chất lỏng chuyển động qua thể tích kiểm tra.
Trong dòng chảy tầng, các đường dòng song song với nhau.

## Phương trình
Trong dòng chảy hai chiều, đường dòng được coi là họ đường cong hàm số
{\displaystyle \psi =C_{0},\psi =C_{1}...}
trong đó {\displaystyle \psi } là hàm dòng được xác định sao cho các đạo hàm riêng của nó cho ra các thành phần của vec tơ lưu tốc:
{\displaystyle u=-{\frac {\partial \psi }{\partial y}}}
{\displaystyle v={\frac {\partial \psi }{\partial x}}}

## Ứng dụng
Hệ thống các đường dòng, cùng với các đường đẳng thế tạo nên lưới thủy động có ứng dụng trong sơ đồ thấm và nghiên cứu chuyển động của nước dưới đất nói chung.